# Ізабель Мей
Ізабель Мей (нар. 21 листопада 2000 ) — американська акторка. Знана завдяки ролям Кеті Купер у серіалі Netflix «Алекса і Кеті», Вероніки Дункан у серіалі CBS «Юний Шелдон», Зої Халл у фільмі «Біжи, ховайся, бий». Була оповідачкою і головною героїнею серіалу Paramount+ «1883».

## Кар'єра
Після трьох років безрезультатних прослуховувань Мей та її батьки вирішили, що вона буде навчатися онлайн, починаючи з десятого класу, щоб зосередитися на акторській майстерності. Через шість місяців вона отримала роль Кеті в серіалі «Алекса і Кеті» без акторського досвіду та з обмеженою підготовкою. Пізніше вона приєдналася до акторського складу «Юного Шелдона» як кохана брата Шелдона Джорджі. Грала роль організаторки вечірки в незалежному фільмі «Let's Scare Julie», знятому одним кадром у 2018 році, про дівчину-відлюдницю на вечірці на Хелловін. Світова прем’єра фільму «Біжи, ховайся, бий» відбулася на Венеційському кінофестивалі 10 вересня 2020 року.
У листопаді 2024 року стало відомо, що Мей зіграє доньку Сідні Прескотт у фільмі «Крик 7».

## Фільмографія
| Рік       |   | Українська назва          | Оригінальна назва  | Роль                     |
| --------- | - | ------------------------- | ------------------ | ------------------------ |
| 2018      | ф | Епоха літа                | Age of Summer      | зникла дівчина з плаката |
| 2018—2020 | с | Юний Шелдон               | Young Sheldon      | Вероніка Дункан          |
| 2018—2020 | с | Алекса і Кеті             | Alexa & Katie      | Кеті Купер               |
| 2019      | ф | Налякаймо Джулі           | Let's Scare Julie  | Тейлор                   |
| 2020      | ф | Біжи, ховайся, бий        | Run Hide Fight     | Зої Галл                 |
| 2021—2022 | с | 1883                      | 1883               | Ельза Даттон             |
| 2022      | ф | Я хочу, щоб ти повернувся | I Want You Back    | Лейтон                   |
| 2022      | ф | До Місяця і назад         | The Moon & Back    | Лідія Гілберт            |
| 2022—2023 | с | 1923                      | 1923               | Ельза Даттон             |
| 2024      | с | Єллоустоун                | Yellowstone        | Ельза Даттон             |
| 2024      | с | Американські майстри      | American Masters   | Альта Гілсдейл           |
| 2024      | с | Володарі повітря          | Masters of the Air | Марджорі «Мардж» Спенсер |
| 2026      | ф | Крик 7                    | Scream 7           |                          |